# The Hunting Party (album)
The Hunting Party este cel de-al șaselea album de studio al formației rock americane Linkin Park. Albumul a fost produs de Mike Shinoda și Brad Delson și lansat prin intermediul casei de discuri Warner Bros. Records pe 13 iunie 2014.

## Lista pieselor
Toate melodiile sunt scrise și compuse de Linkin Park. 
| The Hunting Party |                                             |                              |         |  |
| Nr.               | Titlu                                       | Autor(i)                     | Lungime |  |
| 1.                | „Keys to the Kingdom”                       |                              | 3:38    |  |
| 2.                | „All for Nothing” (featuring Page Hamilton) |                              | 3:33    |  |
| 3.                | „Guilty All the Same” (featuring Rakim)     | Linkin Park, William Griffin | 5:56    |  |
| 4.                | „The Summoning”                             |                              | 1:00    |  |
| 5.                | „War”                                       |                              | 2:11    |  |
| 6.                | „Wastelands”                                |                              | 3:15    |  |
| 7.                | „Until It's Gone”                           |                              | 3:53    |  |
| 8.                | „Rebellion” (featuring Daron Malakian)      | Linkin Park, Daron Malakian  | 3:44    |  |
| 9.                | „Mark the Graves”                           |                              | 5:05    |  |
| 10.               | „Drawbar” (featuring Tom Morello)           |                              | 2:46    |  |
| 11.               | „Final Masquerade”                          |                              | 3:37    |  |
| 12.               | „A Line in the Sand”                        |                              | 6:35    |  |
| Lungime totală:   | Lungime totală:                             | Lungime totală:              | 45:12   |  |

| The Hunting Party (Xbox Deluxe Edition) (Live Bonus Tracks) |                                                |                                         |         |  |
| Nr.                                                         | Titlu                                          | Autor(i)                                | Lungime |  |
| 13.                                                         | „With You” (Live la Home Depot Center)         | Linkin Park, Michael Simpson, John King | 3:42    |  |
| 14.                                                         | „Lost in the Echo” (Live la Home Depot Center) |                                         | 3:57    |  |
| 15.                                                         | „Numb” (Live la Home Depot Center)             |                                         | 3:17    |  |
| 16.                                                         | „Burn It Down” (Live la Home Depot Center)     |                                         | 3:57    |  |
| Lungime totală:                                             | Lungime totală:                                | Lungime totală:                         | 60:09   |  |

| Bonus DVD ─ The Hunting Party: Live from Mexico |                       |                                           |         |  |
| Nr.                                             | Titlu                 | Autor(i)                                  | Lungime |  |
| 1.                                              | „Intro”               |                                           | 2:31    |  |
| 2.                                              | „A Place for My Head” | Linkin Park, Mark Wakefield, Dave Farrell | 2:49    |  |
| 3.                                              | „New Divide”          |                                           | 4:40    |  |
| 4.                                              | „Somewhere I Belong”  |                                           | 4:16    |  |
| 5.                                              | „Points of Authority” |                                           | 3:21    |  |
| 6.                                              | „Lies Greed Misery”   |                                           | 2:28    |  |
| 7.                                              | „Lost in the Echo”    |                                           | 3:55    |  |
| 8.                                              | „What I've Done”      |                                           | 3:37    |  |
| 9.                                              | „Burn It Down”        |                                           | 3:54    |  |
| 10.                                             | „In the End”          |                                           | 3:29    |  |
| 11.                                             | „Bleed It Out”        |                                           | 4:51    |  |
| 12.                                             | „One Step Closer”     |                                           | 4:10    |  |
| Lungime totală:                                 | Lungime totală:       | Lungime totală:                           | 41:21   |  |

| Limited digital bundle ─ Hybrid Theory: Live at Download Festival 2014 |                       |                                 |         |  |
| Nr.                                                                    | Titlu                 | Autor(i)                        | Lungime |  |
| 1.                                                                     | „Papercut”            |                                 | 3:13    |  |
| 2.                                                                     | „One Step Closer”     |                                 | 3:13    |  |
| 3.                                                                     | „With You”            | Linkin Park, Simpson, King      | 3:34    |  |
| 4.                                                                     | „Points of Authority” |                                 | 5:00    |  |
| 5.                                                                     | „Crawling”            |                                 | 3:29    |  |
| 6.                                                                     | „Runaway”             | Linkin Park, Wakefield          | 3:16    |  |
| 7.                                                                     | „By Myself”           |                                 | 3:24    |  |
| 8.                                                                     | „In the End”          |                                 | 3:40    |  |
| 9.                                                                     | „A Place for My Head” | Linkin Park, Wakefield, Farrell | 3:44    |  |
| 10.                                                                    | „Forgotten”           | Linkin Park, Wakefield, Farrell | 3:26    |  |
| 11.                                                                    | „Cure for the Itch”   |                                 | 2:50    |  |
| 12.                                                                    | „Pushing Me Away”     |                                 | 3:29    |  |

Note
- ^a Live from Mexico is Linkin Park's 2012 live performance in Monterrey, Mexico, originally recorded for MTV World Stage.